# Ockbrook
Ockbrook est un village du comté de Derbyshire, rattaché à la région des Midlands de l'Est, en Angleterre.